# Giovanni Busato
Giovanni Busato (Vicenza, 3 dicembre 1806 – Vicenza, 10 dicembre 1886) è stato un pittore italiano, molto attivo per tutto il XIX secolo, celebre per le decorazioni di grandi opere come chiese e  teatri, ma soprattutto per i molti ritratti di personaggi celebri come anche di privati.

## Biografia
Giovanni Busato nacque il 3 dicembre 1806 a Vicenza, in Borgo Santa Croce, da Giuseppe, un falegname, e Caterina Zattara. Nel 1825 fu mandato da uno zio a studiar pittura presso l'Accademia di belle arti di Venezia, dove ebbe maestri Teodoro Matteini e Natale Schiavoni e colleghi, tra gli altri, Michelangelo Grigoletti e il celebre Francesco Hayez. Ottenne un sussidio per perfezionarsi a Roma (1829), entrando nel vivo della disputa tra gli ultimi neoclassici e i primi rappresentanti delle correnti romantiche. Nel 1830 l'Accademia nazionale di San Luca gli concesse una medaglia per i suoi disegni di nudo; un applaudito ritratto di papa Gregorio XVI gli valse nel 1834 la nomina a cavaliere. Per amore di una donna greca, si recò a Corfù dove decorò il locale teatro cittadino.
Rientrato in Italia e sposatosi con Luigia Dalla Vecchia, Busato iniziò un periodo di intensa attività. Nel 1837 realizzò una pala d'altare per la chiesa vicentina dei riformati e soprattutto uno dei sipari del Gran Teatro La Fenice di Venezia, raffigurando l'Ingresso di Enrico Dandolo a Costantinopoli: il successo di questo lavoro gli valse nel 1841 la nomina ad assistente alla Cattedra di Pittura presso l'Accademia veneziana. Nel 1843 dipinse i sipari dei teatri di Senigallia e di Trieste e nel 1846 le due grandi tele la Notte e la Carità nel salone di Villa Rezzonico a Bassano del Grappa; degli anni seguenti sono il soffitto con Venezia che accoglie Minerva in casa Giovanelli e gli affreschi Allegoria delle Ore a palazzo Benvenuti, entrambi a Venezia, e una Madonna col Bambino in casa Cristofori a Vicenza. La sua fama di ritrattista e pittore storico lo portò nel 1847 a esporre a Milano due ritratti e una grande tela con Vettor Pisani liberato dal carcere.
Convinto patriota, nel 1848 era a Marghera a combattere per la libertà di Venezia. Ritornati gli Austriaci si dimise dall'insegnamento e riparò prima in Svizzera e successivamente a Torino, dove faceva il restauratore e l'antiquario tra qualche commessa, come il quadro del 1853 sull'episodio di Balilla e la rivolta genovese del 1743 e un gruppo della famiglia sabauda, ordinatogli da Vittorio Emanuele II. Nel 1859 fu chiamato a San Pietroburgo per decorarvi il teatro e dipingere il ritratto dell'Imperatore Alessandro II di Russia, che per l'occasione lo decorò con la croce di S. Stanislao. In seguito il pittore si spostò tra Grecia, Francia e Germania.
Tornato a Vicenza dopo la liberazione del Veneto nel 1866, Busato eseguì la pala con il Transito di S. Giuseppe in S. Corona e affrescò villa Palazzi-Taverna a Preganziol (TV) e la cappella funebre di villa Zannini a Sandrigo (VI). Nel 1867, per incarico del senatore Alessandro Rossi, dipinse quattro Storie di S. Pietro nell'abside del duomo di Schio. Dal novembre 1877 al dicembre 1878, in occasione del restauro di Palazzo Thiene a Vicenza, rappresentò sulla facciata tre scene della storia del progresso umano: la Presentazione a Giustiniano dei bachi da seta, Alessandro Volta e James Watt intenti a esperimenti scientifici e il Commercio dei Veneziani in Oriente. Contemporaneamente preparava sei tele, ultimate nel 1879, da collocarsi all'interno del Santuario della Madonna di Monte Berico, con gli episodi della Annunciazione, la Cacciata dal Paradiso Terrestre, la Crocefissione, il Ritorno degli Ebrei dal Calvario. Nel 1882 il re Umberto I lo nomina cavaliere della Corona d'Italia per titolo d'onore nell'arte e per militante patriottismo.
Oltre alle principali opere pubbliche qui ricordate, Giovanni Busato lasciò parecchi ritratti e tele in raccolte private vicentine, disegni, bozzetti, quattro ritratti all'acquerello del 1840 e numerosissimi ritratti a olio conservati presso il Museo Civico di Palazzo Chiericati in Vicenza, nonché due ritratti di Vittorio Emanuele II conservati uno a Palazzo Trissino e l'altro ancora al Museo Civico.